# Suite en parties
La Suite en parties, op. 91, est une œuvre de musique de chambre de Vincent d'Indy. Composée en 1927 à l'intention du Quintette instrumental de Paris, elle est créée en 1930 à la Société nationale de musique.

## Présentation
La Suite en parties, composée en 1927, est une suite de Vincent d'Indy conçue dans l'esprit de la Sonate pour violoncelle et rappelle la Suite en ré dans le style ancien. Elle est destinée et dédiée à René Le Roy et au Quintette instrumental de Paris,. 
L’œuvre, qui porte le numéro d'opus 91, est écrite dans la tonalité principale de la majeur pour un quintette regroupant une flûte, un violon, un alto, un violoncelle et une harpe,. 
La partition est créée à Paris par les dédicataires lors d'un concert de la Société nationale de musique à l'École normale de musique, le 17 mai 1930, et enregistrée par les mêmes interprètes en 1933 (La Voix de son maître),.   

## Structure
La Suite en parties, d'une durée moyenne d'exécution de dix-huit minutes environ, met notamment « en valeur des lignes mélodiques et mélancoliques pour la flûte ». Elle est constituée de quatre mouvements, :
1. Entrée en sonate – «Modérément animé », à 
, « gai et plaisant pastiche, où la harpe est traitée comme un clavecin[1] » ;
2. Air désuet, pour flûte, avec les répétitions au nasard et tierce lointaine – « Modéré, sans lenteur », à 
, air dans lequel « la flûte est traitée comme un jeu d'orgue grâce à l'emploi des sons harmoniques au violon[1] » ;
3. Sarabande, avec deux doubles – « Assez lent », à 
 ;
4. Farandole variée en rondeau – « Avec entrain (mouvement de marche) », à 
.

Pour le musicologue Michel Stockhem, c'est « l'une des œuvres les plus séduisantes sortie de la plume du vieux maître », soulignant que la pièce possède « de l'esprit, de la vivacité, de la couleur ; c'est, au fond, bien meilleur que nombre d’œuvres néo-classiques de l'époque ».

## Discographie
- Vincent d'Indy : musique de chambre, Solistes de l'Orchestre philharmonique du Luxembourg, quatuor Louvigny, François Kerdoncuff (piano), Timpani 1C1119, 2007[7].